# Autonomia prawa
Autonomia prawa – koncepcja zakładająca, że prawo jest bytem niezależnym od pewnych bytów pozaprawnych. W zależności od tego, jaki rodzaj bytów rozpatrujemy i jak pojmujemy prawo, możemy mówić o różnych rodzajach autonomii prawa. Daleko idąca autonomia prawa ma być cechą charakterystyczną europejskiej kultury prawnej.
Od tak rozumianej autonomii prawa, należy odróżnić tzw. wewnętrzną autonomię prawa, czyli autonomię pewnej gałęzi prawa wobec całego systemu prawnego. Jednym z przejawów takiej autonomii jest autonomia prawa podatkowego.

## Pojmowanie autonomii prawa
Autonomia prawa może być rozpatrywana na cztery różne sposoby:
1. ontologicznie – czyli jakiego rodzaju bytem jest prawo (fakt czy norma) i jak ma się do innych bytów;
2. epistemologicznie – jakie są relacje między podmiotem a przedmiotem badania oraz jaka jest specyfika metod badań prawa. Pozytywizm prawniczy zakłada autonomię prawa w procesie wykładni, natomiast hermeneutyka prawnicza ją odrzuca;
3. aksjologicznie – czy prawo jest niezależną wartością, czy też jest wartością instrumentalną, służącą realizacji takich wartości jak ład społeczny;
4. funkcjonalnie – na ile prawo jest samodzielnym sposobem oddziaływania na zachowania ludzi i kształtowania stosunków społecznych.

## Rodzaje autonomii prawa
W filozofii prawa autonomia prawa odnoszona jest najczęściej do dwóch zjawisk:
1. autonomia prawa wobec moralności – jedną z głównych tez pozytywizmu było odgraniczenie prawa i moralności. Autonomia prawa według pozytywistów oznaczała, że moralność nie jest właściwym kryterium oceny tego, czy coś jest prawem, czy też nie.
2. autonomia prawa wobec polityki – na ile prawo jest instrumentem polityki (problem instrumentalizacji prawa), a na ile jest od niej niezależne.

## Autonomia a autopojeza
Specyficzną forma autonomii jest autopojeza. Traktowanie prawa jako systemu autopojetycznego pojawia się w pracach Niklasa Luhmanna. Autopojeza oznacza jednak nie tylko autonomię systemu wobec środowiska, lecz również jego autoreferencyjność (odnoszenie się do siebie samego) i samoodtwarzanie (odtwarzanie się ze swoich własnych elementów). Autopojetyczność prawa rozpatrywana jest na płaszczyźnie socjologicznej i odnoszona do innych systemów społecznych, takich jak gospodarka czy polityka.